# Ron Rivest

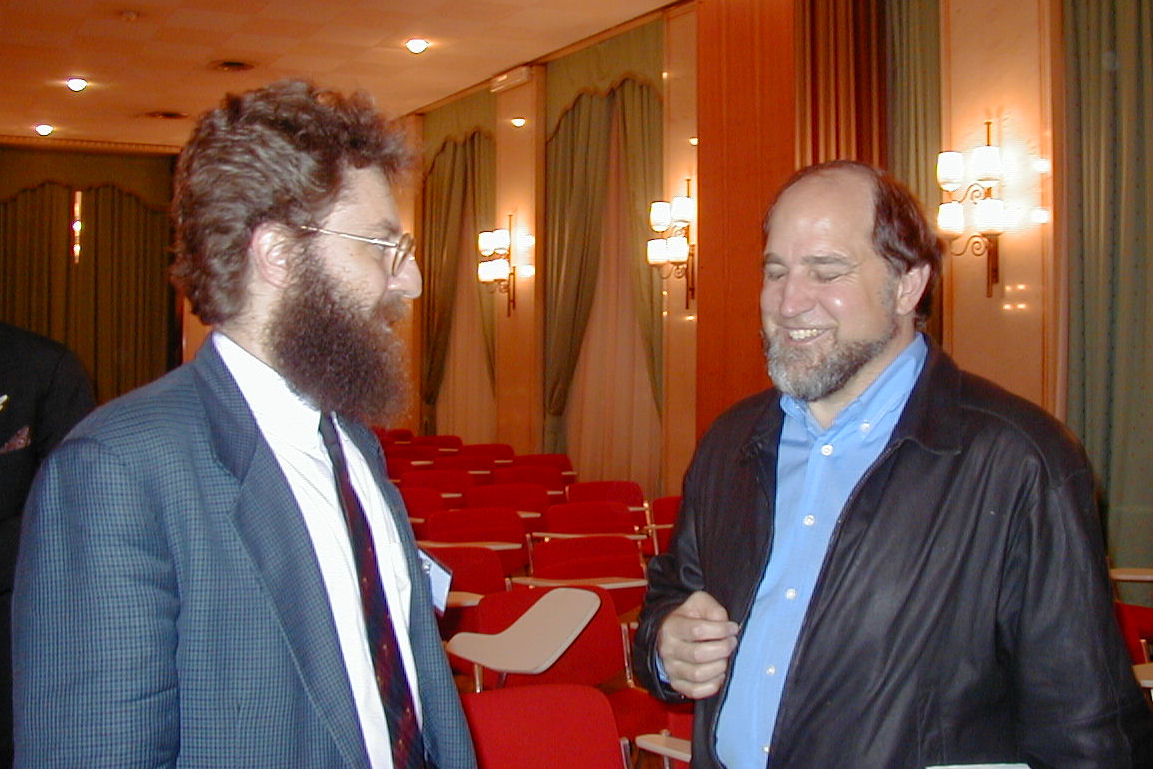
Ronald L. Rivest (höger) 1999.

Ronald Linn Rivest, född 1947 i Schenectady, New York, är kryptolog och professor i datavetenskap vid MIT. 
Rivest är mest känd för sitt arbete med metoder för asymmetrisk kryptering tillsammans med Adi Shamir och Len Adleman, vilket resulterade i skapandet av krypteringsalgoritmen RSA 1977 och för vilken de fick datavärldens "Nobelpris" ACM Turingpriset 2002. Han har också skapat flera algoritmer för symmetrisk kryptering såsom RC2, RC4, RC5 och tillsammans med andra RC6 (där "RC" står för "Rivest Cipher" eller "Ron's code"), samt kryptografiska hash-funktioner som MD2, MD4 och MD5 (där "MD" står för "Message Digest").
Rivest tog kandidatexamen vid Yale University 1969, blev doktor i datavetenskap vid Stanford University 1974.
Han är medlem av flera amerikanska och internationella vetenskapliga sällskap och medförfattare till standardverket Introduction to Algorithms.
Rivest är också grundare till säkerhetsföretaget RSA Data Security, sedermera hopslaget med Security Dynamics, uppköpt och omdöpt till RSA Security.